# Ishidaella tumida
Ishidaella tumida är en insektsart som först beskrevs av Evans 1966.  Ishidaella tumida ingår i släktet Ishidaella och familjen dvärgstritar. Inga underarter finns listade i Catalogue of Life.